# Dinophysiales
Dinophysiales es un orden de organismos unicelulares de la clase Dinophyceae y la superclase Dinoflagellata. Comprenden diecisiete géneros en tres familias.

## Descripción
Este grupo de organismos unicelulares, poseen dos flagelos heterocontos en el sulcus y el cíngulo. Presentan una teca bivalva, con dos crestas delgadas que salen de los surcos, reforzadas con nervios.

## Oxyphysiaceae
Familia de organismos unicelulares del orden de los Dinophysales de la superclase Dinoflagellata, clase Dinophyceae.
Género Oxyphysis

## Dinophysiaceae
Familia de organismos unicelulares del orden de los Dinophysales de la división Dinophyta, clase Dinophyceae.
Géneros Citharistes
Dinofurcula
Dinophysis
Histioneis
Histiophysis
Latifascia
Metadinophysis
Metaphalacroma
Ornithocercus
Parahistioneis
Proheteroschisma
Pseudophalacroma
Sinophysis
Thaumatodinium

## Amphisoleniaceae
Familia de organismos unicelulares del orden de los Dinophysales de la división Dinophyta, clase Dinophyceae.
Géneros Amphisolenia
Triposolenia
- Datos: Q5807459
- Multimedia: Dinophysiales / Q5807459
- Especies: Dinophysiales